# 日本国憲法第10章
日本国憲法 第10章（にほんこくけんぽう だい10しょう）は、日本国憲法の章の1つ。「最高法規」の章名で、憲法の最高法規性について規定している。第97条から第99条までの3条からなる。

## 構成
- 第97条 基本的人権の本質
- 第98条 最高法規、条約及び国際法規の遵守
- 第99条 憲法尊重擁護の義務

## 内容
憲法に制定されるべき項目について、基本的人権の尊重を確認している。
憲法はあらゆる法の基本法であって、憲法に違反する法は効力を有しない。条約や国際法規については「誠実に遵守することを必要とする」（98条2項）と定められているが、条約等の効力が憲法に優位するとすると、憲法より簡単な手続で締結される条約により、実質的に憲法を改正することを認めることになり妥当でないことから、効力の点では憲法が優位すると解するのが多数説である。